# Karate-Weltmeisterschaften 2002
Die sechzehnten Karate-Weltmeisterschaften fanden 2002 in Madrid, Spanien statt.

## Medaillen

### Männer
| Disziplin          | Gold                 | Silber            | Bronze                    |
| ------------------ | -------------------- | ----------------- | ------------------------- |
| Kata Herren        | Takashi Katada       | Javier Hernández  | Antonio Diaz              |
| Kata Herren        | Takashi Katada       | Javier Hernández  | Karim Sharif              |
| Kata Team          | Japan                | Spanien           | Kroatien                  |
| Kata Team          | Japan                | Spanien           | Italien                   |
| Kumite bis 60 kg   | Damien Dovy          | Cécil Boulesnane  | Paul Newby                |
| Kumite bis 60 kg   | Damien Dovy          | Cécil Boulesnane  | Hossein Rouhani           |
| Kumite bis 65 kg   | George Kotaka        | Lazar Boskovic    | Andrea Calzola            |
| Kumite bis 65 kg   | George Kotaka        | Lazar Boskovic    | Mehdi Amouzadeh           |
| Kumite bis 70 kg   | Giuseppe di Domenico | Junior Lefevre    | Óscar Vázquez             |
| Kumite bis 70 kg   | Giuseppe di Domenico | Junior Lefevre    | Messaoud Hammou           |
| Kumite bis 75 kg   | Iván Leal            | Jasem Vishgahi    | Köksal Çakır              |
| Kumite bis 75 kg   | Iván Leal            | Jasem Vishgahi    | İsmail Hakkı Şen          |
| Kumite bis 80 kg   | Yann Baillon         | Daniël Sabanovic  | Zeynel Çelik              |
| Kumite bis 80 kg   | Yann Baillon         | Daniël Sabanovic  | Miloš Živković            |
| Kumite über 80 kg  | Leon Walters         | Alexander Gerunov | Jan Tucek                 |
| Kumite über 80 kg  | Leon Walters         | Alexander Gerunov | Seydina Baldé             |
| Kumite offen ippon | Predag Stojadinov    | Daniel Devigili   | Konstantinos Papadopoulos |
| Kumite offen ippon | Predag Stojadinov    | Daniel Devigili   | Klaudio Farmadín          |
| Team               | Spanien              | England           | Frankreich                |
| Team               | Spanien              | England           | Iran                      |

### Damen
| Event              | Gold           | Silber            | Bronze              |
| ------------------ | -------------- | ----------------- | ------------------- |
| Kata Damen         | Atsuko Wakai   | Myriam Szkudlarek | Marcela Remiášová   |
| Kata Damen         | Atsuko Wakai   | Myriam Szkudlarek | Yohana Sánchez      |
| Kata Team          | Frankreich     | Japan             | Spanien             |
| Kata Team          | Frankreich     | Japan             | Italien             |
| Kumite bis 53 kg   | Kora Knühmann  | Michela Nanni     | Sandu Anghel        |
| Kumite bis 53 kg   | Kora Knühmann  | Michela Nanni     | Nadia Mecheri       |
| Kumite bis 60 kg   | Nathalie Leroy | Ibtissem Hannachi | Alexandra Witteborn |
| Kumite bis 60 kg   | Nathalie Leroy | Ibtissem Hannachi | Yoko Takahashi      |
| Kumite über 60 kg  | Elisa Au       | Zsuzsanna Klima   | Lucélia Ribeiro     |
| Kumite über 60 kg  | Elisa Au       | Zsuzsanna Klima   | Laurence Fischer    |
| Kumite offen ippon | Snežana Perić  | Tessy Scholtes    | Roberta Minet       |
| Kumite offen ippon | Snežana Perić  | Tessy Scholtes    | Premila Supramaniam |
| Team               | Spanien        | Frankreich        | Türkei              |
| Team               | Spanien        | Frankreich        | Malaysia            |

## Medaillenspiegel
| Rang  | Land               | Gold | Silber | Bronze | Gesamt |
| ----- | ------------------ | ---- | ------ | ------ | ------ |
| 1     | Frankreich         | 3    | 3      | 5      | 11     |
| 2     | Spanien            | 3    | 2      | 2      | 7      |
| 3     | Japan              | 3    | 1      | 1      | 5      |
| 4     | BR Jugoslawien     | 2    | 0      | 1      | 3      |
| 5     | Vereinigte Staaten | 2    | 0      | 0      | 2      |
| 6     | Italien            | 1    | 1      | 4      | 6      |
| 7     | Deutschland        | 1    | 1      | 2      | 4      |
| 7     | England            | 1    | 1      | 2      | 4      |
| 9     | Benin              | 1    | 0      | 0      | 1      |
| 10    | Iran               | 0    | 1      | 3      | 4      |
| 11    | Kroatien           | 0    | 1      | 1      | 2      |
| 12    | Österreich         | 0    | 1      | 0      | 1      |
| 12    | Luxemburg          | 0    | 1      | 0      | 1      |
| 12    | Ungarn             | 0    | 1      | 0      | 1      |
| 12    | Niederlande        | 0    | 1      | 0      | 1      |
| 12    | Tunesien           | 0    | 1      | 0      | 1      |
| 12    | Russland           | 0    | 1      | 0      | 1      |
| 18    | Türkei             | 0    | 0      | 3      | 3      |
| 19    | Slowakei           | 0    | 0      | 2      | 2      |
| 19    | Venezuela          | 0    | 0      | 2      | 2      |
| 21    | Brasilien          | 0    | 0      | 1      | 1      |
| 21    | Ägypten            | 0    | 0      | 1      | 1      |
| 21    | Tschechien         | 0    | 0      | 1      | 1      |
| 21    | Malaysia           | 0    | 0      | 1      | 1      |
| 21    | Rumänien           | 0    | 0      | 1      | 1      |
| 21    | Griechenland       | 0    | 0      | 1      | 1      |
| Total | Total              | 17   | 17     | 34     | 68     |